# کوه خامی
کوه خامی مجموعه قللی در زاگرس جنوبی، ایران است، که مابین شهرستان گچساران و شهرستان باشت در استان کهگیلویه و بویراحمد مستقر می‌باشد.
ارتفاع این کوه بین ۳۰۰۰ تا ۳۳۰۰ متر از سطح دریا است. کوه خامی پوشیده از درخت بلوط به‌شکل جنگل‌های تنک می‌باشد. رودخانه نازمکان از کوه خامی سرچشمه می‌گیرد و پس از طی مسافت ۱۵۰ کیلومتر به نام رودخانه خیرآباد خوانده می‌شود.

## حیات وحش
پلنگ، خرس، کفتار، روباه، جوجه تیغی، کل بز، کبک و تیهو و گراز از مهمترین گونه‌های حیات وحش این مناطق است.
کارده، بن سرخ، بلوط، زال زالک،آویشن و بادام وحشی از مهمترین پوشش گیاهی و جنگلی مناطق حفاظت شده کوه خامی است. سرچشمه رودخانه نازمکان از دیلگان سپیدار می‌باشد.